# Primero de Mayo (bergspass)
Primero de Mayo är ett bergspass i Antarktis. Det ligger i Sydorkneyöarna. Argentina och Storbritannien gör anspråk på området.
Terrängen runt Primero de Mayo är kuperad åt sydost, men åt nordväst är den platt. Trakten är obefolkad. Det finns inga samhällen i närheten. 